# Ignatij Morozow
Ignatij Dmitrijewicz Morozow (ros. Игнатий Дмитриевич Морозов, ur. 1898 we wsi Olchowiec w guberni tulskiej, zm. 26 lipca 1940) – funkcjonariusz radzieckich służb specjalnych, major bezpieczeństwa państwowego.

## Życiorys
W 1913 skończył 4-klasową szkołę miejską w Moskwie, pracował w sklepach manufakturowych w Moskwie i Mikołajowie, od kwietnia 1919 śledczy mikołajowskiej gubernialnej Czeki. Od kwietnia 1919 członek RKP(b)/WKP(b), od sierpnia 1919 do kwietnia 1920 żołnierz 522 pułku piechoty 58 Dywizji, od kwietnia 1920 funkcjonariusz gubernialnej Czeki w Mikołajowie, od października 1921 do października 1922 przewodniczący powiatowej Czeki w Chersoniu, później pracownik powiatowego oddziału GPU w Mikołajowie, od kwietnia 1923 do sierpnia 1924 w okręgowym oddziale GPU w Korosteniu. Od sierpnia 1924 do maja 1927 funkcjonariusz GPU Ukraińskiej SRR, od maja 1927 do lipca 1930 pomocnik szefa 25 mołdawskiego oddziału pogranicznego OGPU ds. Sekcji Tajno-Operacyjnej, od 19 lipca 1930 do 15 czerwca 1932 pomocnik szefa 23 oddziału pogranicznego OGPU w Kamieńcu Podolskim ds. Sekcji Tajno-Operacyjnej, od 15 czerwca 1932 do sierpnia 1935 szef 22 oddziału pogranicznego OGPU/NKWD w Wołoczysku. Od sierpnia 1935 do 29 maja 1937 pomocnik szefa Zarządu NKWD obwodu winnickiego, od 8 stycznia 1936 major bezpieczeństwa państwowego, od 29 maja do 16 sierpnia 1937 szef Wydziału 2 Zarządu Bezpieczeństwa Państwowego (UGB) NKWD Ukraińskiej SRR, od 16 sierpnia 1937 do 3 marca 1938 zastępca szefa i p.o. szefa Zarządu NKWD obwodu winnickiego, 17 listopada 1937 awansowany na majora bezpieczeństwa państwowego. Od 28 marca 1938 szef Wydziału 6 Zarządu 1 NKWD ZSRR, od 29 września do 29 grudnia 1938 szef Wydziału 6 Głównego Zarządu Bezpieczeństwa Państwowego, od 1 stycznia 1939 pomocnik szefa Sekcji Śledczej NKWD ZSRR. 
W 1939 aresztowany, 24 lipca 1940 skazany na śmierć przez Wojskowe Kolegium Sądu Najwyższego ZSRR, następnie rozstrzelany (w latach 50. poinformowano żonę, że zmarł w łagrze 13 lutego 1942).

## Odznaczenia
- Order Czerwonej Gwiazdy (19 grudnia 1937)
- Medal jubileuszowy „XX lat Robotniczo-Chłopskiej Armii Czerwonej” (22 lutego 1938)
- Odznaka "Honorowy Funkcjonariusz Czeki/GPU (XV)" (20 grudnia 1932)